# PlayPia白濱站
PlayPia白濱站（日语：／ Pureipia-Shirahama eki */?）是位於青森縣八戶市大字鮫町字日蔭澤，東日本旅客鐵道（JR東日本）的八戶線臨時車站。現已廢止。

## 歷史
車站名稱是取自鄰接此站的遊樂場「PlayPia白濱」，為了可讓乘客前往該遊樂場而啟用。在1995年後，由於使用人次大幅減少，使全年所有列車通過此站，當時事實上此站已經在暫停營業的狀態。另外，PlayPia白濱在1998年結業。2001年變成為自然公園，免費開放給遊客前往，後來在2009年再次結業。
- 1986年（昭和61年）8月1日 - 車站啟用。
- 1987年（昭和62年）4月1日：伴隨國鐵分割民營化，車站由東日本旅客鐵道（JR東日本）營運[1]
- 1995年（平成7年）後 - 再沒有列車停靠此站。
- 2012年（平成24年）3月17日 - 正式廢止[2]。

## 車站構造
此站是地面車站，設有1面1線的單式月台。此站由本八戶站管理。
在2000年代後期，由於月台結構老化（月台使用古老枕木），因此便封閉了月台，不能進入。
在月台旁設有通往PlayPia白濱的通道，由於設有遮斷機，沒有警報機的平交道（大須賀平交道）。為了確保安全，當列車通過時，職員會手動控制遮斷機。
另外，截至2013年3月30日，月台與大須賀平交道已經拆毀撤走。

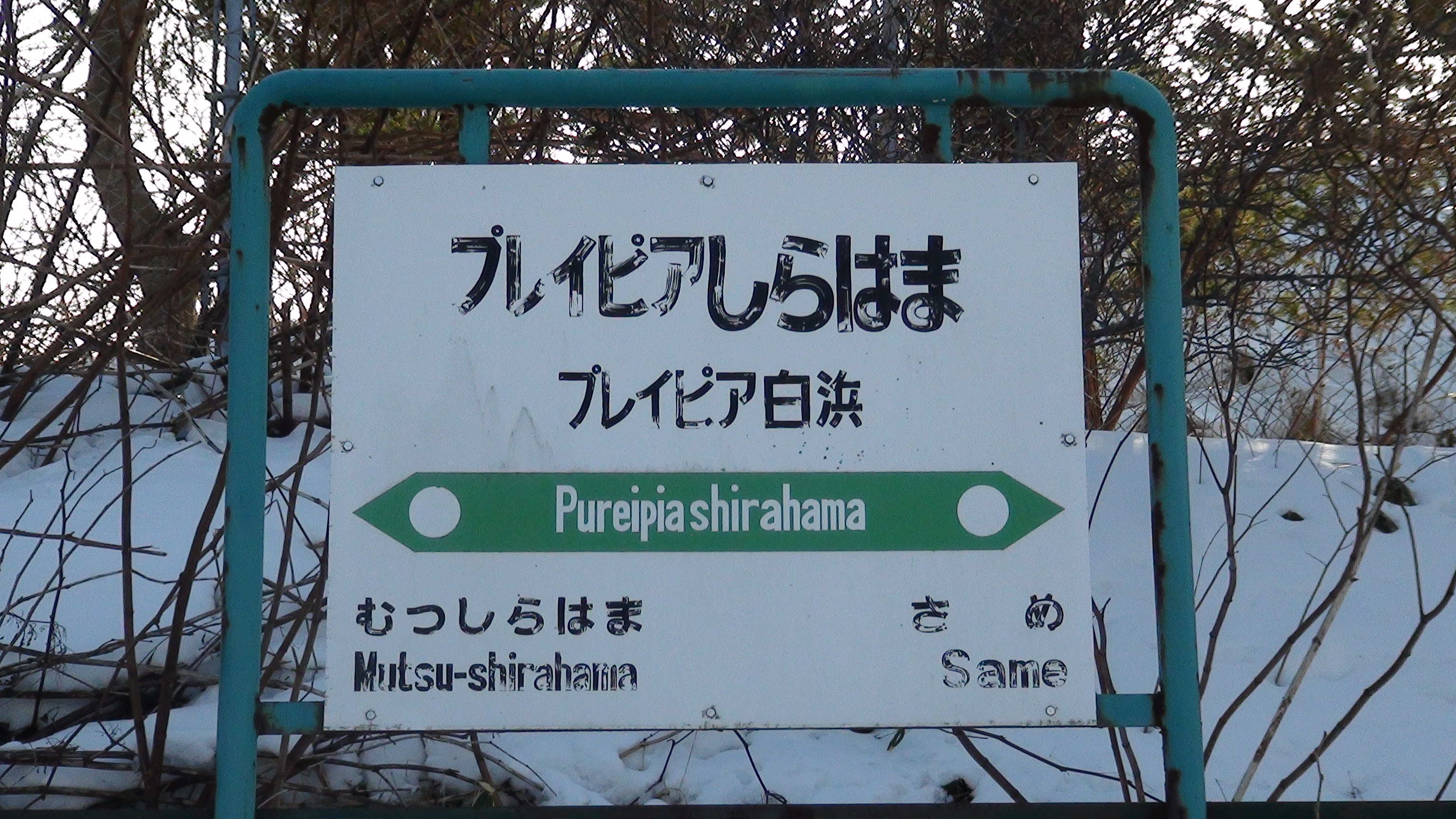
站名牌（2012年3月）
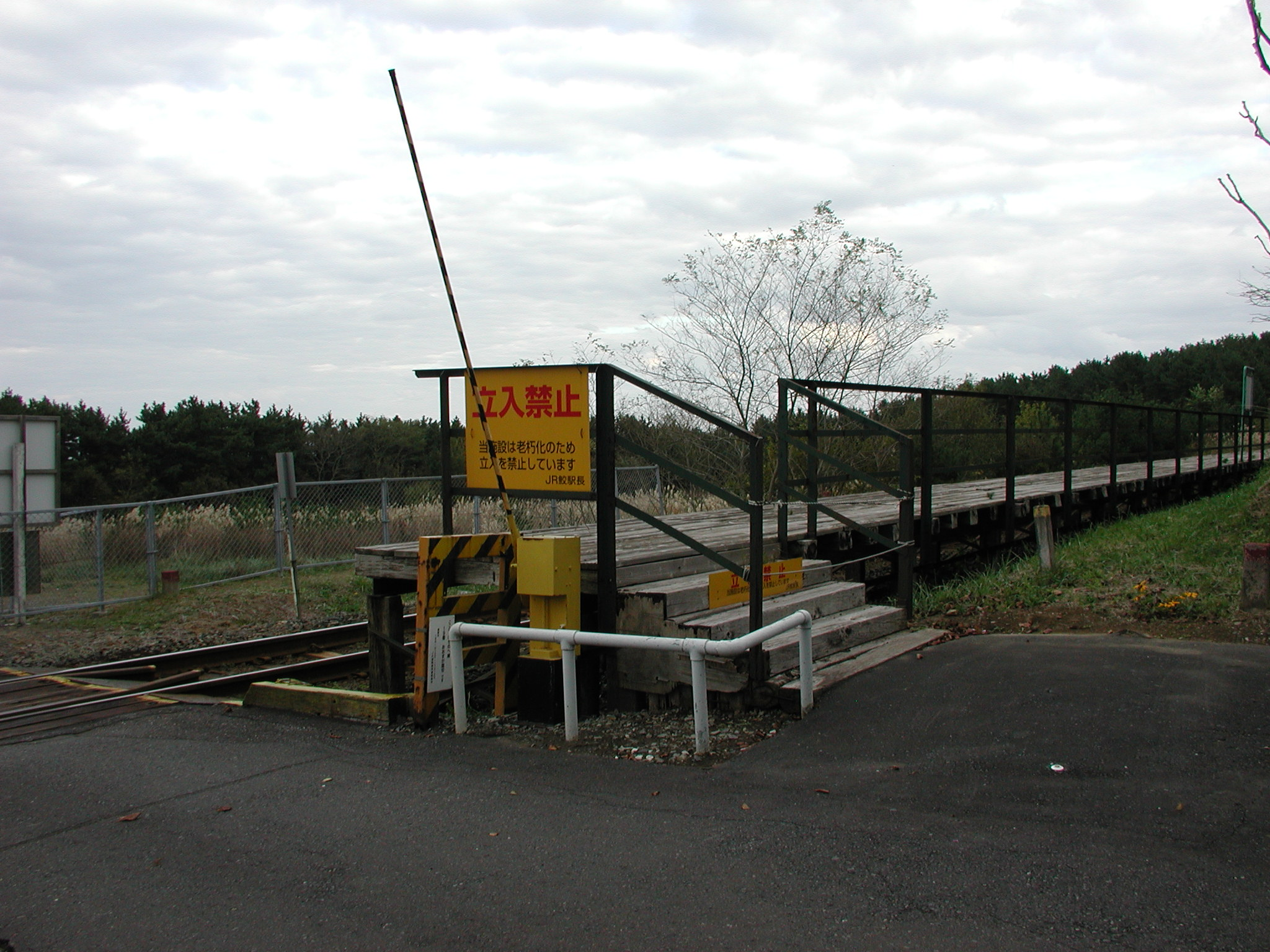
入口（2008年10月）
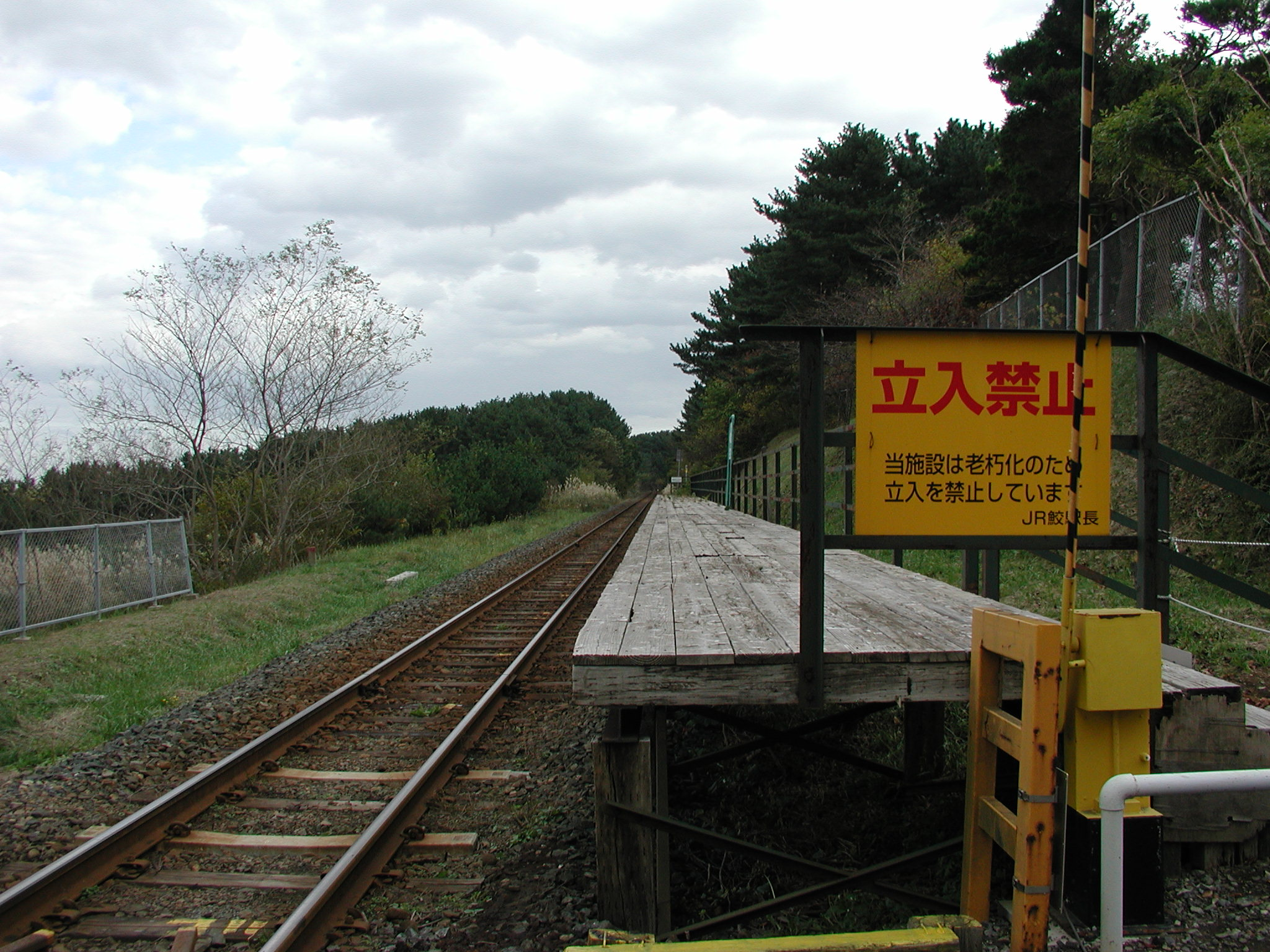
月台（2008年10月）
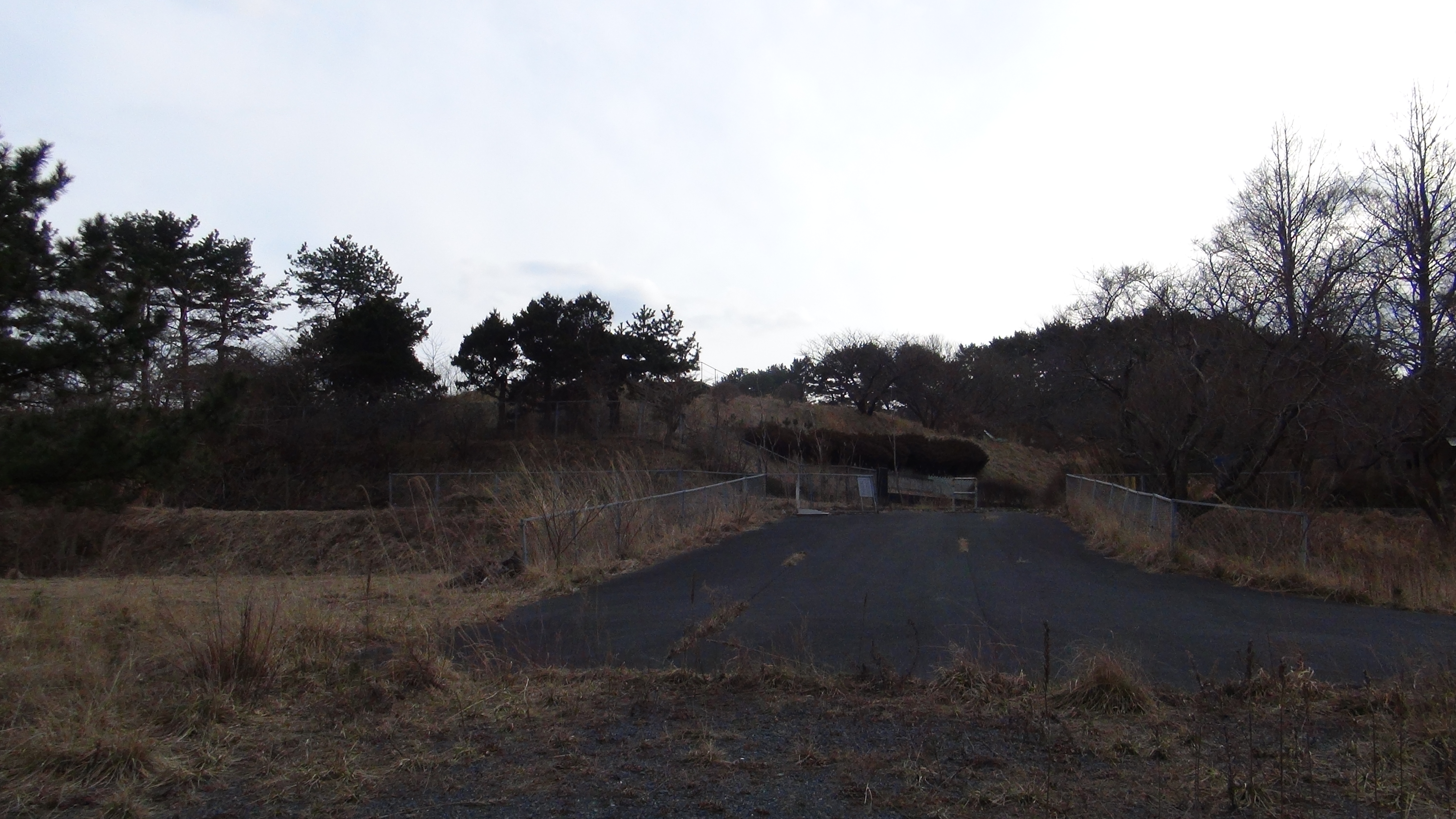
拆毀月台後的PlayPia白濱站和舊大須賀平交道全景（2013年3月）
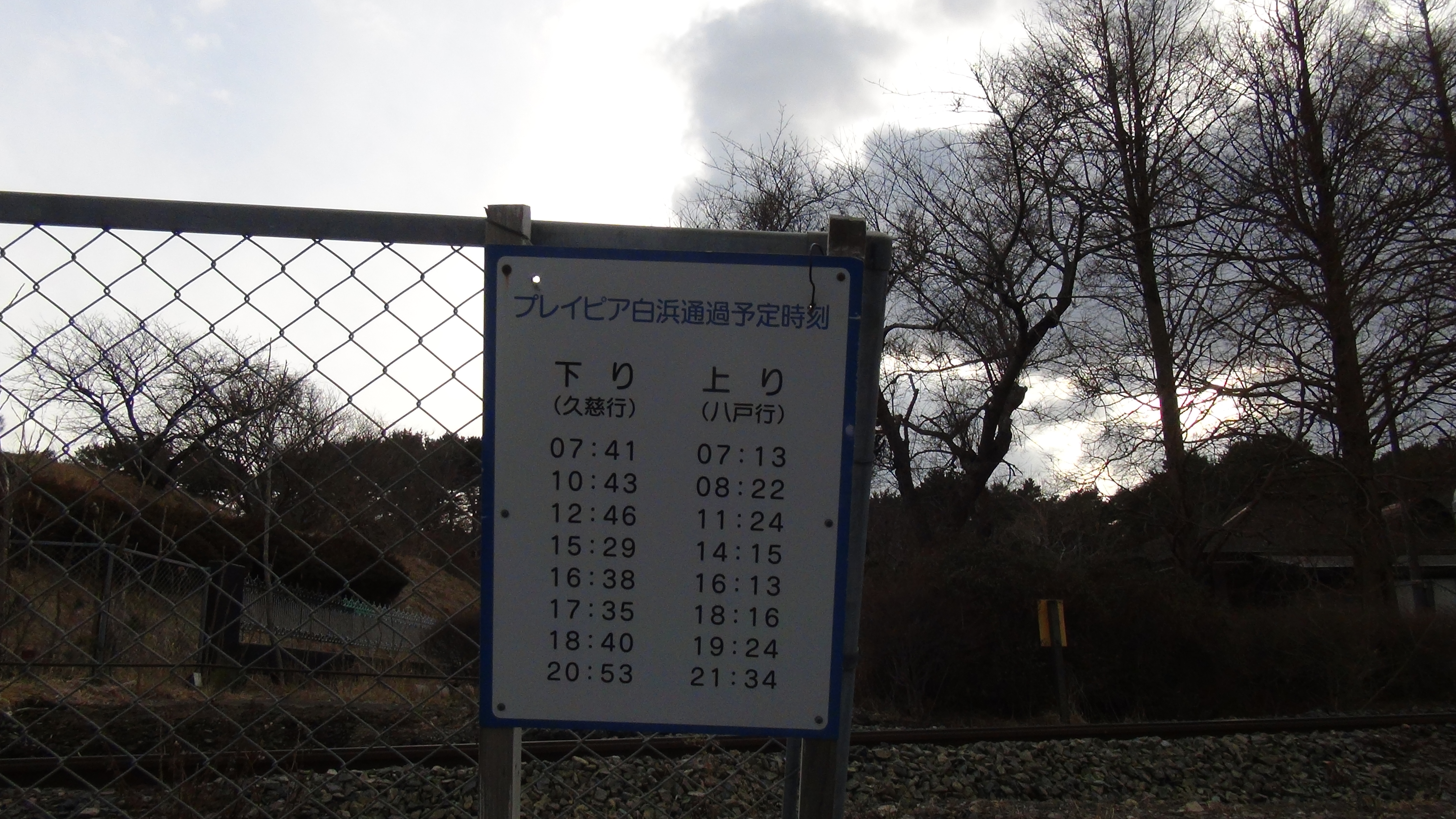
於大須賀平交道前設置的通過時間表（2013年3月）
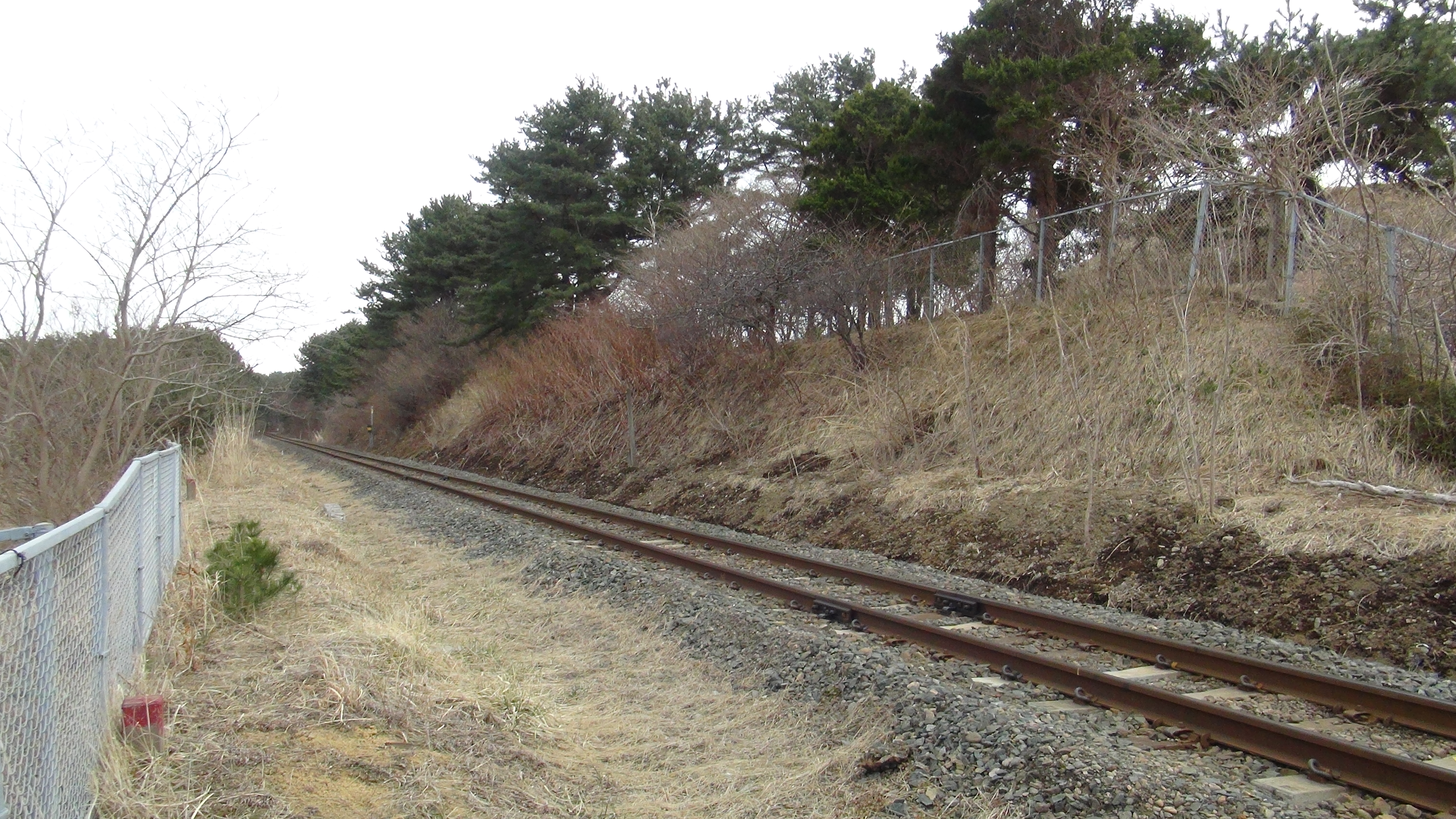
PlayPia白濱站月台遺址（2013年3月）
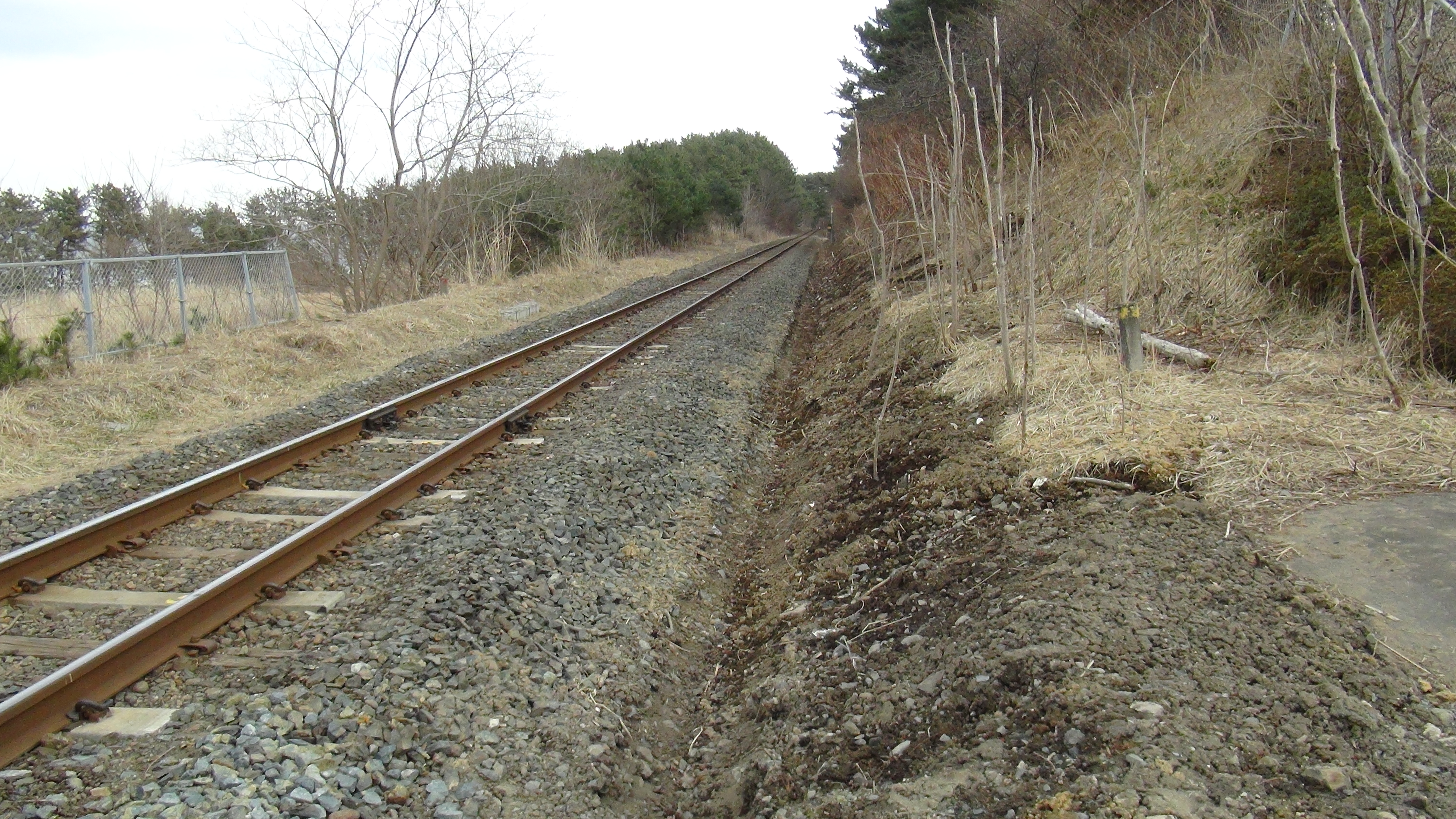
月台遺址堆滿了泥土。（2013年3月）

## 車站周邊
- PlayPia白濱（日语：プレイピア白浜）
- 大須賀海岸（日语：大須賀海岸）

### 巴士路線
最近此站和PlayPia白濱的巴士站是「PlayPia白濱前」巴士站。巴士站牌只設於鮫方向。在2010年度，巴士站名稱改為「大須賀海岸」。
- 八戶市營巴士（日语：八戸市営バス）
  - 白濱海灘前、種差海岸站方向/葦毛崎觀景台、鮫方向
    - One Coin巴士·海貓號（日语：ワンコインバス・うみねこ号） - 毎年4月下旬至10月下旬之間季節性服務。在舉行海貓馬拉松當日全日暫停服務。

## 相鄰車站
東日本旅客鐵道（JR東日本）
■八戶線
鮫－PlayPia白濱－陸奧白濱

## 注腳
1. ↑  『交通年鑑 昭和63年版』 交通協力會，1988年3月。
2. ↑  2012年3月ダイヤ改正について[]（日語） JR東日本盛岡支社・2011年12月16日

## 外部連結
- JR東日本 PlayPia白濱站，存于